# Kroó Norbert
Kroó Norbert (Budapest, 1934. szeptember 19. –) magyar fizikus, kutatóprofesszor, a Magyar Tudományos Akadémia rendes tagja. 1999 és 2005 között az MTA főtitkára, majd 2005-től alelnöke. A szilárdtestfizika neves kutatója. 1981 és 1998 között az MTA Központi Fizikai Kutatóintézet Szilárdtestfizikai Kutatóintézete igazgatója volt.

## Életútja
1953-ban érettségizett a budapesti Fáy András Gimnáziumban, majd ugyanebben az évben kezdte meg tanulmányait az Eötvös Loránd Tudományegyetem Természettudományi Karán, ahol 1958-ban szerzett fizikus diplomát.
Diplomájának megszerzése után a Központi Fizikai Kutatóintézetének (KFKI) munkatársa lett, munkája során 1963 és 1964 között Svédországban, illetve 1968 és 1971 között a dubnai Egyesített Atomkutató Intézetben is dolgozott, ahol igazgató-helyettesi rangot töltött be. Hazatérése után a KFKI főosztályvezetőjévé nevezték ki, majd 1981-ben kinevezték az MTA Szilárdtestfizikai Kutatóintézet igazgatójának. Tisztségében többször is megerősítették. A kutatóintézetet egészen 1998-ig irányította. Ekkor kutatóprofesszori megbízást kapott. 1980-ban az Eötvös Loránd Tudományegyetem, 1991-ben a Budapesti Műszaki Egyetem címzetes egyetemi tanárává avatta. Többször volt különböző német egyetemeken vendégprofesszor.
1965-ben védte meg a fizikai tudományok kandidátusi, 1968-ban akadémiai doktori értekezését. Az MTA Szilárdtestkutatási Komplex Bizottságának lett tagja, később annak elnöke lett, ezt a tisztségét 1994-ig viselte. Bekerült többek között az Akadémiai Kutatóhelyek Tanácsába, a Lézerfizikai és Spektroszkópiai, illetve a Szilárdtestfizikai Bizottságba is. 1985-ben választották meg a Magyar Tudományos Akadémia levelező, 1990-ben rendes tagjává. 1999-ben az akadémia főtitkárává választották, tisztségében 2002-ben megerősítették. 2005-től 2011-ig az MTA egyik alelnöki pozícióját töltötte be. 1993-ban a londoni Európai Akadémia is felvette tagjai sorába, itt később osztályelnök is volt.
Kutatói és akadémiai állásai mellett a több tudományos társaságban is vezető szerepet vállalt: 1976-ban megválasztották az Eötvös Loránd Fizikai Társaság főtitkár-helyettesévé, majd 1980 és 1985 között annak főtitkára, később 1990-ig elnöke volt. 1991 és 1993 között az Európai Fizikai Társaság alelnöki, majd 1995-ig annak elnöki posztját is betöltötte. Rövid közigazgatási kitérőt is tett: 1998 és 1999 között az Oktatási Minisztérium helyettes államtitkára volt, amiről az MTA főtitkárává történt megválasztása után mondott le. 2001-től az Országos Műszaki Fejlesztési Bizottság munkájában is részt vesz.

## Munkássága
Elsősorban a szilárdtestfizika, az optika és a neutronfizika kérdéseivel foglalkozik. Kutatásai során vizsgálta a rendezett kondenzált rendszerek szerkezetét, dinamikáját és optikai tulajdonságait. Fontos eredményeket ért el a szilárdtestlézerek fizikája, fejlesztései és alkalmazásai területén, itt több szabadalmat regisztrált. A fémek fizikájával kapcsolatban a különböző fémrétegek, illetve fém–fémoxid–fém-szerkezetek fényemittáló (azaz fénykibocsátó) tulajdonságaival foglalkozott.
Emellett jelentősebb eredményei vannak több lézerfizikai területen: a lézerfény és az anyag kölcsönhatásának vizsgálata, a gázlézerek fizikája és gyakorlati alkalmazásai, valamint a lézerek és az alagútmikroszkópia együttműködése-kombinálása. Munkája során foglalkozott a nemlineáris optika, a felületi plazmonok és a nanofizika egyes kérdéseivel is. Kutatásaihoz neutronszórás, a lézerspektroszkópia és az alagútmikroszkópia módszereit alkalmazza.
Jelenleg a fúziós reaktor technikai megvalósításán dolgozik.
Több mint kétszáz tudományos dolgozatot írt és negyven szabadalmat jegyeztetett be.

## Családja
1958-ban nősült, felesége Harsányi Ibolya Kamilla, középiskolai tanárként dolgozott. Házasságukból két gyermek: egy fiú és egy leány született. Nyolc unokája van. 

## Díjai, elismerései
- Akadémiai Díj (1970)
- Gyulai Zoltán-díj (1971)
- Pázmány Péter-díj (1997)
- Alexander von Humboldt-díj (1996)
- A Magyar Köztársasági Érdemrend középkeresztje a csillaggal (2004)
- a Helsinki Műszaki Egyetem díszdoktora (2004)
- Jedlik Ányos-díj (2004)
- a Pannon Egyetem díszdoktora (2005)
- a dubnai Egyesített Atomkutató Intézet díszdoktora (2008)
- Willis E. Lamb-díj (2009)
- az Eötvös Loránd Tudományegyetem díszdoktora (2009)
- Prima Primissima díj (2011)
- Lánchíd-díj (2012)[9]
- Az év ismeretterjesztő tudósa (2015) Nevét ettől az időponttól kezdve a 269742 Kroonorbert (1998 UH23) nevű kisbolygó őrzi.[10][11]

## Főbb publikációi
- Inelastic Scattering of Cold Neutrons by Condensed Argon (társszerző, 1964)
- Magnetic Neutron Scattering in Dilute Al(Mn) Alloy (társszerző, 1974)
- Laser Induced Reorientation of Nematic Liquid Crystals (társszerző, 1981)
- Epithermal Inelastic Neutron Spectrometry Using a Resonance Detector (társszerző, 1981)
- Evolution of the Coherence of Vibrational States in a Gradual Disorder-Order Phase Transition (társszerző, 1984)
- A lézerek titkai (1987)
- Fotonok, neutronok, szilárd testek. Az anyagszerkezettől a lézerekig (értekezések, 1989)
- Decay Length of Surface Plasmons Determined with a Tunneling Microscope (társszerző, 1991)
- Anyagtudomány és modern optika (1991)
- Methods To Generate Femto- and Attosecond Electron and X-ray Pulses (társszerző, 1996)
- Quantum Metal Optics (társszerző, 2007)
- Nonlinear Processes Induced by the Enhanced Evanescent Fields of Surface Plasmons Excited by Femtosecond Laser Pulses (társszerző, 2008)
- Spontaneous Emission of Radiation by Metallic Electrons in the Presence of Electromagnetic Fields of Surface Plasmon Oscillations (társszerző, 2009)